# غول الرياح (الملاجم)

تعديل مصدري - تعديل

غول الرياح هي إحدى قرى عزلة ذى خير بمديرية الملاجم التابعة لمحافظة البيضاء، بلغ تعدادها السكاني 240 نسمة حسب تعداد اليمن لعام 2004.